# 梨形管巢蛛
梨形管巢蛛（学名：Clubiona pyrifera）为管巢蛛科管巢蛛属的动物。在中国大陆，分布于甘肃、湖北等地。该物种的模式产地在甘肃。